# UFC Fight Night: Te-Huna vs. Marquardt
UFC Fight Night: Te-Huna vs. Marquardt (también conocido como UFC Fight Night 43) fue un evento de artes marciales mixtas celebrado por Ultimate Fighting Championship el 28 de junio de 2014 en el Vector Arena en Auckland, Nueva Zelanda.

## Historia
Este es el primer evento que la organización ha celebrado en Nueva Zelanda.
Se esperaba que Anthony Perosh se enfrentara a Gian Villante en el evento. Sin embargo, Perosh fue obligado a salir de la pelea por una lesión y fue reemplazado por Sean O'Connell.
Se esperaba que Claudio Silva se enfrentara a Neil Magny en el evento, pero fue obligado a salir de la pelea por una lesión y fue reemplazado por el recién llegado y excampeón de peso wélter de Jungle Fight Rodrigo de Lima.
Se esperaba que Richie Vaculik se enfrentara a Jon Delos Reyes en el evento. Sin embargo, Reyes se vio obligado a salir de la pelea por una lesión y fue reemplazado por el recién llegado Roldan Sangcha-an.

## Premios extra
Cada peleador recibió un bono de $50,000.
- Pelea de la Noche: Gian Villante vs. Sean O'Connell
- Actuación de la Noche: Nate Marquardt y Charles Oliveira